# 2,2'-bichinolina
La 2,2'-bichinolina (o cuproina) è un dimero della chinolina.
A temperatura ambiente si presenta come un solido da bianco a giallo chiaro, inodore.
Trova applicazioni come indicatore colorimetrico per i composti di organolitio.